# Ekuikui II
Ekuikui II (Reino Bailundo, c. 1818 - Reino Bailundo, c. 1890), nascido Jolomba Chissende, foi o vigésimo Soma Inene (rei) do Reino Bailundo, na Angola colonial.
Governou o Bailundo entre 1876 a 1890 e resistiu à ocupação portuguesa nas terras do Planalto Central de Angola por 14 anos. Ekwikwi II estabeleceu uma aliança com Ndunaduma I, rei do Bié, para fortalecer a sua posição na região. Foi sucedido por Numa II.
Ekuikui II é símbolo da resistência não só entre os bailundos, mas também os outros povos ovimbundos.